# Buchenroedera glabrescens
Buchenroedera glabrescens är en ärtväxtart som beskrevs av Dummer. Buchenroedera glabrescens ingår i släktet Buchenroedera och familjen ärtväxter. Inga underarter finns listade i Catalogue of Life.